# Орхидные (подсемейство)
Орхи́дные, или Ятры́шниковые (лат. Orchidoídeae) — подсемейство травянистых растений семейства Орхидные (Orchidaceae). В состав подсемейства входит более двухсот родов и почти четыре тысячи видов.

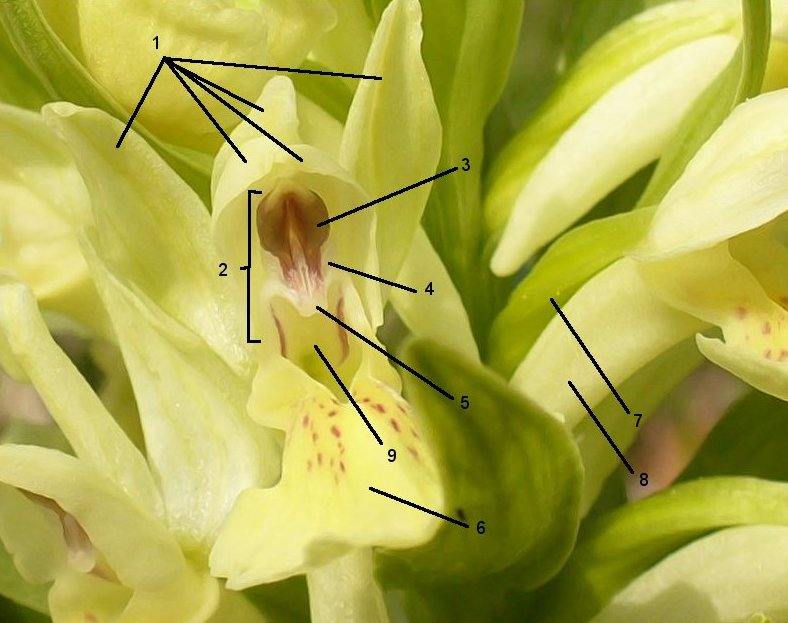
Подсемейство Orchidoideae: строение цветка на примере пальчатокоренника бузинного:
1 — лепестки, 2 — колонка, 3 — пыльник (каждая из двух его частей содержит поллиний, каудикулу и прилипальце), 4 — стаминодий (стерильная тычинка), 5 — клювик (одна из его функций — препятствовать самоопылению), 6 — губа (видоизменённый лепесток), 7, 8 — части другого цветка, 9 — столбик

## Биологическое описание
Многолетние, небольшие наземные, иногда эфемероидные, очень редко эпифитные или сапрофитные травы с прямостоячим травянистым стеблем.
Корни сочные, немногочисленные, в основании часто утолщённые, у многих видов образуется сферический клубневидный запасающий орган — стеблекорневой тубероид.
Листья конволютные, кондупликатные, спирально расположенные.
Соцветие — терминальная простая кисть или колос.
Цветки разнообразной окраски, по величине от мелких до средних, спирально расположенные, резко зигоморфные, чаще всего ресупинатные.
Губа очень разнообразна по форме и строению. Встречаются случаи, когда губа подвижно сочленяется с колонкой и способна резко менять своё положение от прикосновения, образуя подобие ловушки для мелких насекомых опылителей (Pterostylis). У представителей родов Drakaea, Spiculaea, Caladenia, Chiloglottis, Ophrys губа несёт сложный комплекс признаков, обеспечивающих опыление цветков перепончатокрылыми посредством псевдокопуляции.
Пыльник прямостоячий, короткий, широким основанием срастается с колонкой. Реже отогнутый от колонки или перевёрнутый. Пыльца собранная в небольшие пакеты, образует поллинарии с хорошо развитой каудикулой, соединяющейся с прилипальцем.
Поллиниев — 2—4. Стаминодиев — 2.
Колонка обычно короткая. Рыльце цельное или из 2 долей. Завязь 1-гнёздная.
Плод — сухая коробочка. Семена мелкие, многочисленные, веретенообразные.
Хромосомы мелкие, в числе 26—32, 36—42.

## Классификация

### Трибы
Подсемейство содержит следующие трибы:
- Chloraeeae
- Codonorchideae
- Cranichideae
- Diseae
- Diurideae
- Orchideae — Орхидные, или Ятрышниковые

### Роды

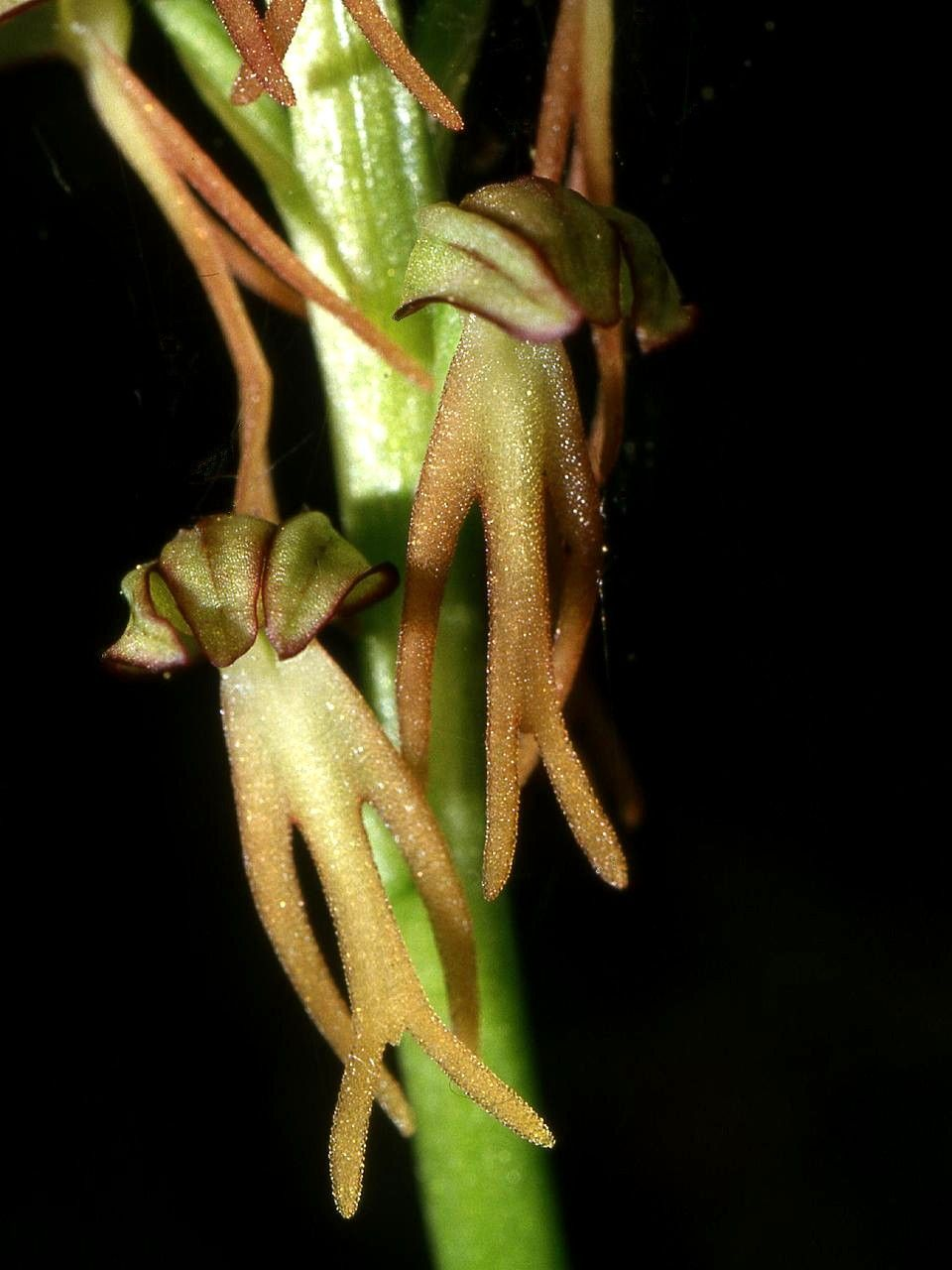
Aceras anthropophorum

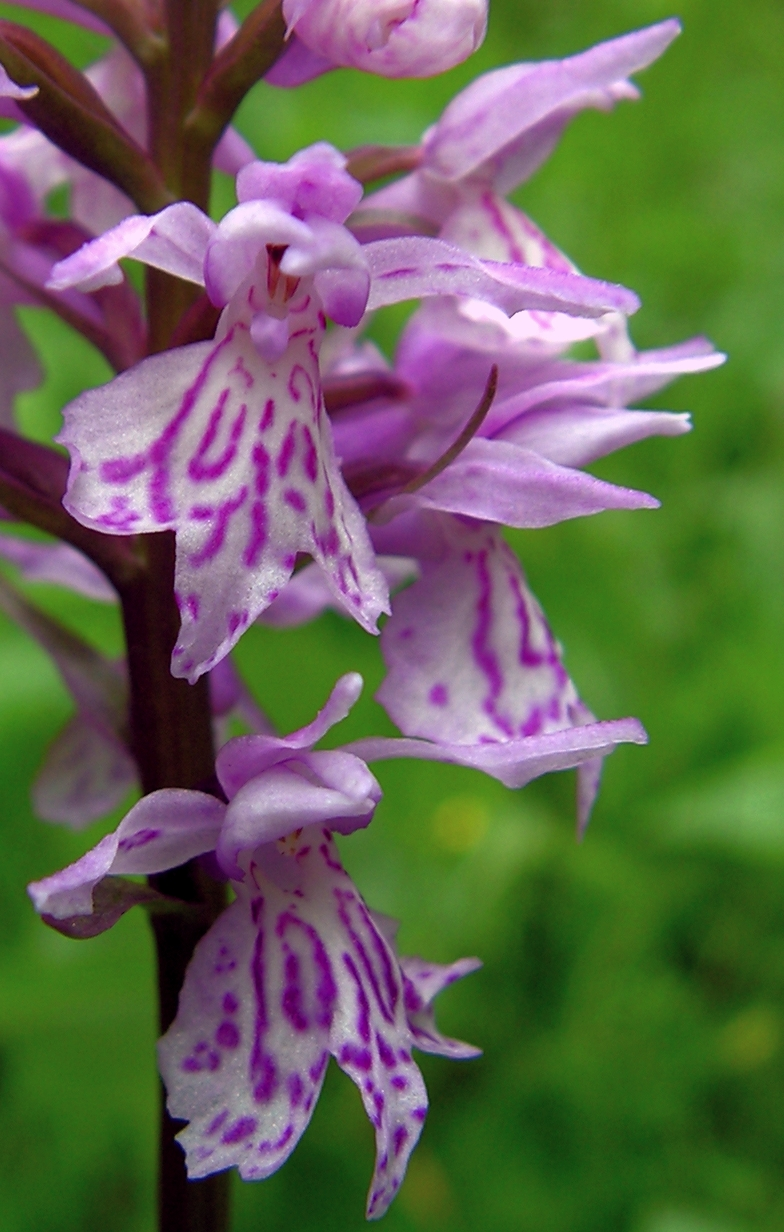
Dactylorhiza maculata

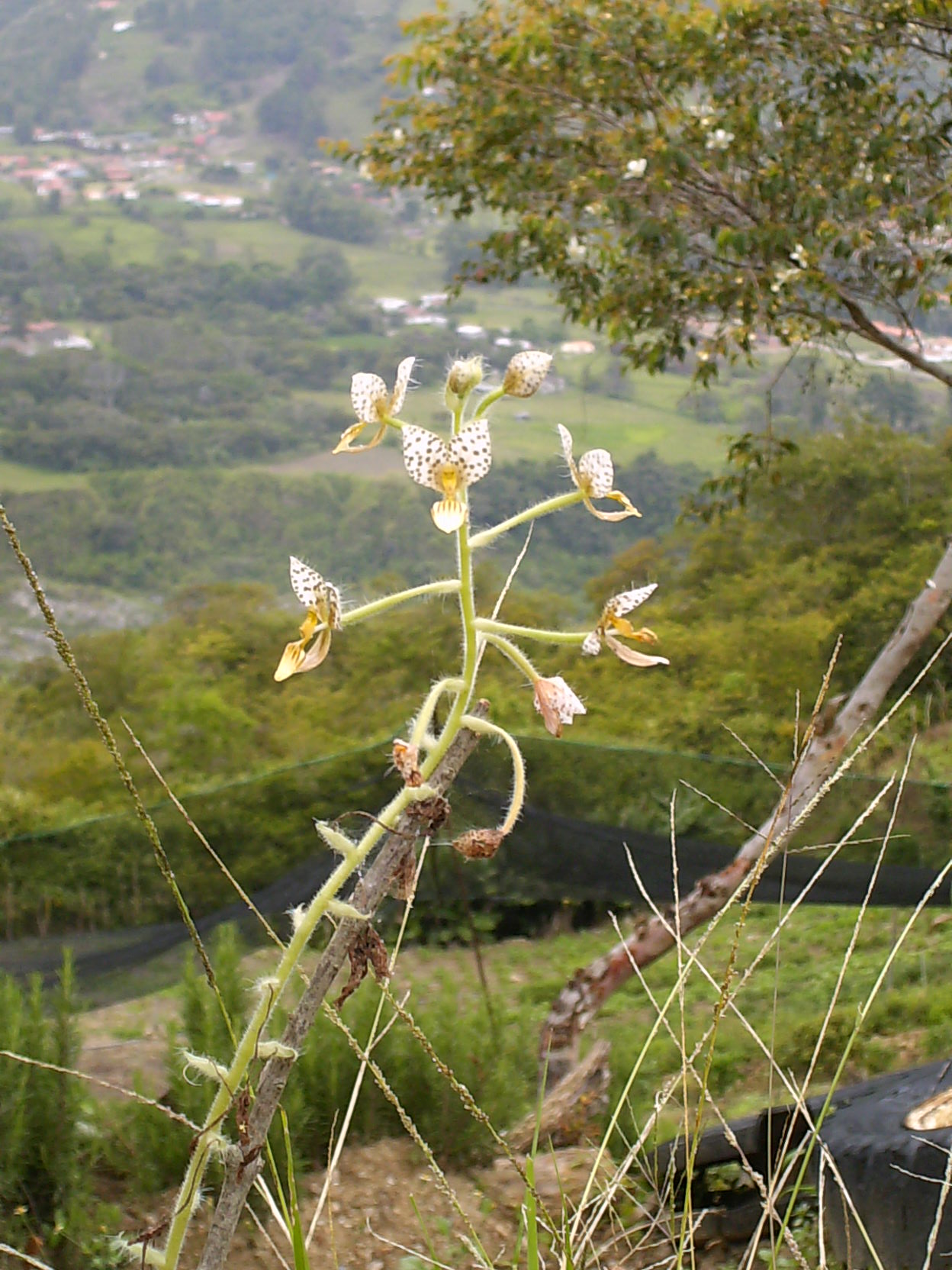
Ponthieva maculata

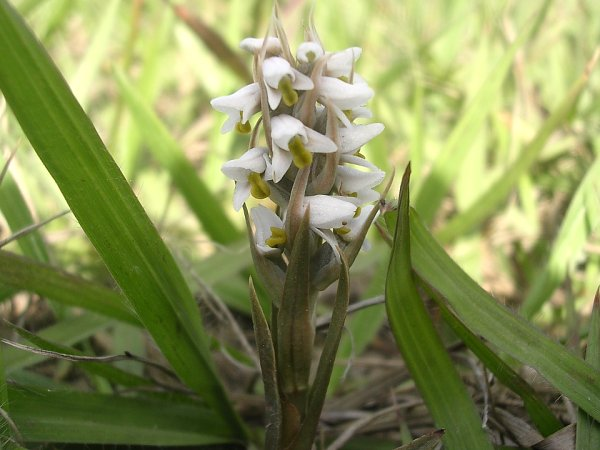
Zeuxine strateumatica

Общее число родов в подсемействе — более двухсот. Ниже приведён полный список этих родов по данным сайта Germplasm Resources Information Network:
- Aa Rchb.f. — Аа
- Aceratorchis Schltr.
- Acianthus R.Br. — Ацианта
- Adenochilus Hook.f.
- Aenhenrya Gopalan
- Altensteinia Kunth — Альтенштейния
- Amerorchis Hultén
- Amitostigma Schltr.
- Anacamptis Rich. — Анакамптис
- Androcorys Schltr.
- Aporostylis Rupp & Hatch
- Aracamunia Carnevali & I.Ramírez
- Arthrochilus F.Muell.
- Aspidogyne Garay
- Aulosepalum Garay
- Bartholina R.Br.
- Baskervilla Lindl.
- Beloglottis Schltr.
- Benthamia A.Rich. — Бентамия
- Bipinnula Comm. ex Juss.
- Bonatea Willd.
- Brachycorythis Lindl.
- Brachystele Schltr.
- Brownleea Harv. ex Lindl.
- Buchtienia Schltr.
- Burnettia Lindl.
- Caladenia R.Br.
- Caleana R.Br. — Калеана
- Calochilus R.Br.
- Centrostigma Schltr.
- Ceratandra Eckl. ex F.A.Bauer
- Chamaegastrodia Makino & F.Maek.
- Chamorchis Rich. — Ятрышничек
- Cheirostylis Blume
- Chiloglottis R.Br.
- Chloraea Lindl.
- Chondradenia Maxim. ex F.Maek.
- Coeloglossum Hartm. — Пололепестник — иногда рассматривают как часть рода Dactylorhiza
- Coccineorchis Schltr.
- Codonorchis Lindl.
- Coilochilus Schltr.
- Corybas Salisb.
- Corycium Sw.
- Cotylolabium Garay
- Cranichis Sw.
- Cryptostylis R.Br.
- Cyanicula Hopper & A.P.Br.
- Cybebus Garay
- Cyclopogon C.Presl
- Cynorkis Thouars
- Cyrtostylis R.Br.
- Cystorchis Blume
- Dactylorhiza Neck. ex Nevski — Пальчатокоренник
- Danhatchia Garay & Christenson
- Degranvillea Determann
- Deiregyne Schltr.
- Dichromanthus Garay
- Diphylax Hook.f.
- Diplomeris D.Don
- Disa P.J.Bergius
- Discyphus Schltr.
- Disperis Sw.
- Diuris Sm. — Диурис
- Dossinia C.Morren
- Dracomonticola H.P.Linder & Kurzweil
- Drakaea Lindl.
- Eltroplectris Raf.
- Elythranthera (Endl.) A.S.George
- Epiblema R.Br.
- Ericksonella Hopper & A.P.Br.
- Eriochilus R.Br.
- Erythrodes Blume
- Eurycentrum Schltr.
- Eurystyles Wawra
- Evotella H.Kurzweil & H.P.Linder
- Exalaria Garay & G.A.Romero
- Fuertesiella Schltr.
- Funkiella Schltr. — Функиелла
- Galearis Raf.
- Galeottiella Schltr. — Галеоттиелла
- Gavilea Poepp.
- Gennaria Parl.
- Genoplesium R.Br.
- Geoblasta Barb.Rodr.
- Gomphichis Lindl.
- Gonatostylis Schltr.
- Goodyera R.Br. — Гудайера
- Gymnadenia R.Br. — Кокушник
- Habenaria Willd. — Поводник
- Halleorchis Szlach. & Olsz.
- Hapalorchis Schltr.
- Helonoma Garay
- Hemipilia Lindl.
- Hemipiliopsis Y.B.Luo & S.C.Chen
- Herminium L. — Бровник
- Herpysma Lindl.
- Hetaeria Blume
- Himantoglossum Spreng. — Ремнелепестник
- Holothrix Rich. ex Lindl.
- Huttonaea Harv.
- Hylophila Lindl.
- Kionophyton Garay
- Kreodanthus Garay
- Kuhlhasseltia J.J.Sm.
- Lankesterella Ames
- Lepidogyne Blume
- Leporella A.S.George
- Leptoceras (R.Br.) Lindl.
- Ligeophila Garay
- Ludisia A.Rich. — Людизия
- Lyperanthus R.Br.
- Lyroglossa Schltr.
- Macodes (Blume) Lindl.
- Manniella Rchb.f.
- Megalorchis H.Perrier
- Megastylis (Schltr.) Schltr.
- Mesadenella Pabst & Garay
- Mesadenus Schltr.
- Microchilus C.Presl
- Microthelys Garay
- Microtis R.Br.
- Myrmechis (Lindl.) Blume
- Myrosmodes Rchb.f.
- Neobolusia Schltr.
- Neolindleya Kraenzl. — Неолиндлейя
- Neotinea Rchb.f. — Неотинея
- Neottianthe (Rchb.) Schltr. — Неоттианта
- Nothostele Garay
- Odontochilus Blume
- Odontorrhynchus M.N.Correa
- Oligophyton H.P.Linder
- Ophrys L. — Офрис
- Orchipedum Breda
- Orchis L. — Ятрышникtypus
- Orthoceras R.Br.
- Pachites Lindl.
- Pachyplectron Schltr.
- Papuaea Schltr.
- Pecteilis Raf.
- Pelexia Poit. ex Lindl.
- Peristylus Blume
- Pheladenia D.L.Jones & M.A.Clem.
- Physoceras Schltr.
- Physogyne Garay
- Platanthera Rich. — Любка
- Platycoryne Rchb.f.
- Platylepis A.Rich.
- Platythelys Garay
- Ponerorchis Rchb.f.
- Ponthieva R.Br.
- Porolabium Tang & F.T.Wang
- Porphyrostachys Rchb.f.
- Praecoxanthus Hopper & A.P.Br.
- Prasophyllum R.Br.
- Prescottia Lindl.
- Pseudocentrum Lindl.
- Pseudocranichis Garay
- Pseudogoodyera Schltr.
- Pseudorchis Ség. — Псевдорхис
- Pterichis Lindl.
- Pteroglossa Schltr.
- Pterostylis R.Br.
- Pterygodium Sw.
- Pyrorchis D.L.Jones & M.A.Clem.
- Rhamphorhynchus Garay
- Rhizanthella R.S.Rogers
- Rhomboda Lindl.
- Rimacola Rupp
- Roeperocharis Rchb.f.
- Sacoila Raf.
- Sarcoglottis C.Presl
- Satyrium Sw.
- Sauroglossum Lindl.
- Schiedeella Schltr.
- Schizochilus Sond.
- Schizodium Lindl.
- Serapias L. — Серапиас
- Skeptrostachys Garay
- Smithorchis Tang & F.T.Wang
- Solenocentrum Schltr.
- Spiculaea Lindl.
- Spiranthes Rich. — Скрученник
- Stalkya Garay
- Stenoglottis Lindl.
- Stenoptera C.Presl
- Stenorrhynchos Rich. ex Spreng.
- Stephanothelys Garay
- Steveniella Schltr. — Стевениелла
- Stigmatodactylus Maxim. ex Makino
- Svenkoeltzia Burns-Bal.
- Symphyosepalum Hand.-Mazz.
- Thelymitra J.R.Forst. & G.Forst.
- Thelyschista Garay
- Thulinia P.J.Cribb
- Townsonia Cheeseman
- Traunsteinera Rchb. — Траунштейнера
- Tylostigma Schltr.
- Veyretella Szlach. & Olsz.
- Veyretia Szlach.
- Vrydagzynea Blume
- Waireia D.L.Jones et al.
- Zeuxine Lindl. — Зевксина